# Marcel Leperlier
Marcel Leperlier, né le 31 octobre 1904 à Saint-Germain-du-Crioult (Calvados) et mort le 28 novembre 1976 à Caen (Calvados), est un footballeur et entraîneur français.

## Carrière
Marcel Leperlier grandit à Caen et joue l'essentiel des années 1922 à 1937 au Stade Malherbe Caen. Au poste d'ailier gauche, Leperlier brille par ses qualités de meneur de jeu, son tir puissant et son aisance technique.
Il évolue un temps au Sporting Club nîmois (de 1925 à 1927 environ), et porte le maillot du Red Star le temps d'une tournée en Afrique du Nord. Il est appelé en sélection de Normandie où, en 1931, il est présenté comme le meilleur joueur du club caennais.   
Au moment de l'adoption du statut professionnel par le club normand en 1934, il est le seul joueur historique à être inclus dans l'effectif professionnel caennais, et en est le capitaine. Il dispute ainsi une quarantaine de matchs en deuxième division du championnat de France en 1934-1935 et 1935-1936. Il se blesse en octobre 1936 et il n'est pas certain qu'il ait rejoué par la suite comme professionnel.
En 1937, il fait son retour au niveau amateur en rejoignant l'Union sportive normande, club basé à Mondeville dans l'agglomération caennais, où il joue encore plusieurs saisons et dont il est l’entraîneur à partir de 1947. Il devient suite conseiller technique du club puis est responsable des équipes de jeunes jusqu'en 1958. Il y détecte et fait notamment signer le jeune Michel Hidalgo, futur international, et son frère. 
Après la démission d'Angré Grillon, il est nommé entraîneur général du Stade Malherbe Caen au côté de Louis Requier pour la saison 1958-1959 mais c'est bien ce dernier qui est responsable de l'équipe première. Le club évolue alors en Division nationale du championnat de France amateurs.
Il retourne ensuite à l'US Normande en tant qu'entraineur des jeunes puis de l'équipe première à partir de la saison 1961-1962 jusqu'à la saison 1970-1971.

## Statistiques
| Saison    | Club    | Championnat | Championnat | Championnat | Coupe(s) nationale(s) | Coupe(s) nationale(s) | Total | Total |
| Saison    | Club    | Division    | M.          | B.          | M.                    | B.                    | M.    | B.    |
| 1934-1935 | SM Caen | D2          | 24          | 5           | -                     | -                     | 24    | 5     |
| 1935-1936 | SM Caen | D2          | 16          | 2           | -                     | -                     | 16    | 2     |
| 1936-1937 | SM Caen | D2          | 1+          | -           | -                     | -                     | 1     | 0     |